# Раковский, Мечислав
Мечи́слав Франци́шек Рако́вский (пол. Mieczysław Franciszek Rakowski; 1 декабря 1926, Ковалевко-Фольварк, Познанское воеводство — 8 ноября 2008, Варшава, Мазовецкое воеводство) — польский государственный, партийный и общественный деятель, депутат Сейма Польской Народной Республики VI, VII, VIII и IX созывов (1972-1989), заместитель Председателя Совета министров в правительстве Войцеха Ярузельского (1981-1985), Председатель Совета министров, последний 1-й секретарь ЦК ПОРП (1989-1990).

## Биография

### Карьера
Родился в деревне Ковалевко Быдгощского воеводства на северо-западе Польши в крестьянской семье. В 1939 году его отец был расстрелян германскими властями. В период оккупации Польши фашистской Германией (1939—1944) работал токарем в железнодорожных (вагоноремонтных) мастерских города Позен (Познань). В феврале 1945 года, после освобождения Польши, вступил добровольцем в ряды Войска Польского, чтобы отомстить за своего отца.
В своём интервью журналу «Разем» в декабре 1988 года Раковский заявил — «Мною двигали не столько патриотические чувства, сколько жажда мести». Он признавался, что в те годы не разделял марксистской идеологии, но был активным сторонником политики Сталина, и осуждение «культа личности» в 1956 году стало для него ударом.
Окончил Лодзинскую школу офицеров-политработников, был на политработе в армии, в молодёжных трудовых бригадах «Служба Польше». В 1946 году вступил в Польскую рабочую партию, в 1948 году ставшую одной из основ Польской объединённой рабочей партии (ПОРП). В 1949 году был демобилизован из армии и направлен на партийную работу. В 1949 — 1952 годах работал инструктором отдела печати и издательств Центрального комитета ПОРП. В 1952—1955 годах учился в Институте общественных наук при ЦК ПОРП, после окончания которого защитил в 1956 году кандидатскую диссертацию (история). В 1955—1957 годах работал старшим инструктором в отделе пропаганды ЦК ПОРП. С 1958 года был главным редактором еженедельника «Политика». Одновременно в 1958—1962 годах был председателем Главного правления Союза польских журналистов. В 1964 году был избран кандидатом в члены ЦК ПОРП. С 1972 года — депутат Сейма Польской Народной Республики. В 1975 году был избран членом Центрального комитета ПОРП.

### Роль в событиях 1980-х годов
6 сентября 1980 года, когда волна забастовок, возглавляемых профсоюзом «Солидарность», привела к отставке Первого секретаря ЦК ПОРП Эдварда Герека, Раковский писал в еженедельнике «Политика» — «Слабость властей — недооценка сил политического противника, его изворотливости и способности легко проникать в рабочую среду». 15 сентября он писал: «В Польше с 1 сентября 1980 года фактом стала новая расстановка политических сил. Не без трудностей и сопротивления крепнут партнерские отношения, которые основываются на руководящей роли ПОРП и принципах откровенного диалога с профсоюзами, союзническими партиями, общественными, творческими и другими организациями. Такая расстановка сил стала возможной благодаря рабочему протесту, предпосылки которого нарастали на протяжении длительного времени. Ученые, социологи, экономисты, историки и политики должны ответить на вопрос, с какого момента существующая система начала стареть и проявлять свою беспомощность». В ноябре от откровенно писал о ситуации в стране — «Министры и их заместители по требованию бастующих мечутся по стране как простые снабженцы». Постоянно озвучивая идею диалога властей с оппозицией, Раковский вновь вернулся к этой теме в своем выступлении на VII пленуме ЦК ПОРП в декабре 1980 года. Он говорил, что «необходимо укреплять диалог между всеми политическими силами, ставить вопрос о том, как партия и её руководство реализуют намеченную линию действий, достаточно ли быстро ПОРП отходит от тех методов, которые привели её к глубокому кризису».
В феврале 1981 года по предложению Войцеха Ярузельского оставил пост главного редактора еженедельника «Политика» и был назначен заместителем Председателя Совета Министров ПНР, председателем Комитета Совета Министров по вопросам профсоюзов. В этот период в составе правительственных комиссий участвовал в выработке и заключении общественных соглашений с «Солидарностью» и лично вел переговоры с Лехом Валенсой. За компромиссную позицию подвергался ожесточённой критике со стороны консервативно-догматичного «партийного бетона». Организации типа Ассоциации «Реальность», Катовицкого партийного форума, Варшавы 80, Познанского форума коммунистов, Движения щецинских коммунистов числили Раковского среди главных врагов, требовали исключения из ПОРП. Такие деятели, как Всеволод Волчев или Рышард Гонтаж, регулярно атаковали Раковского персонально. С другой стороны, Раковский покровительствовал реформаторским «горизонтальным структурам в ПОРП» и пользовался их поддержкой.
В марте 1981 года в интервью газете «Жиче Варшавы» Раковский высказался за изменение природы социализма и приспособление его принципов к современному состоянию общества, что вызвало критику в его адрес со стороны партийного руководства". На IX чрезвычайном съезде ПОРП в июле 1981 года Раковский предложил создать из числа делегатов съезда комиссию, которая должна была разработать объективную оценку кризиса в Польше и предложил реформировать правящую коалицию ПОРП с Демократической и Объединенной крестьянской партиями, одновременно расширив состав Фронта народного единства. Раковский предложил подключить к ФНЕ органы самоуправления, католические и общественные организации, при сохранении ведущей роли ПОРП. Раковский призвал государство не вмешиваться в деятельность крестьянских хозяйств, не бояться инициативы снизу и при необходимости повышать цены.
Раковский часто выступал в дискуссиях в трудовых коллективах, в средствах массовой информации. Самой известной из них стала дискуссия 25 августа 1983 года на Гданьской судоверфи, которая транслировалась центральным телевидением Польши и обсуждалась в польской и зарубежной прессе. Встреченный топотом ног и криками, Мечислав Раковский сумел в течение пяти часов продолжать диалог с оппозиционно настроенными рабочими.
В октябре 1985 года оставил пост в правительстве и был избран вице-маршалом Сейма ПНР 9-го созыва, председателем Общественно-экономического совета при Сейме. В эти же годы он создал молодёжное движение «Авангард XXI века», в рамках которого велась идеологическая подготовка будущих активистов ПОРП. В конце 1987 года Раковский предложил создать Общество поддержки экономических инициатив.
14 декабря 1987 года на VI пленуме ЦК ПОРП Мечислав Раковский был избран членом Политбюро ЦК ПОРП, а 14 июня 1988 года на VII пленуме ЦК ПОРП — секретарем ЦК ПОРП, председателем Комиссии по делам пропаганды ЦК ПОРП. 17 июня в связи с этим сложил полномочия вице-маршала Сейма. Принадлежал к правящей группе генерала Ярузельского, которая неофициально именовалась «Директорией».
Изучал опыт экономических реформ в Венгрии и Китае и предполагал, что он может быть использован в условиях Польши.
В 1988—1989 годах Мечислав Раковский был также председателем Контрольного совета издательского кооператива «Праса-Ксёнжка-Рух».

### Во главе последнего коммунистического правительства Польши
На XIII пленуме ЦК ПОРП 29 июля 1987 года был избран 1-м секретарём ЦК (получил 171 голос «за» и 41 «против»).
27 сентября 1988 года Сейм назначил Мечислава Раковского Председателем Совета Министров Польской Народной Республики. Это произошло после того, как Конференция Всепольского соглашения профессиональных союзов выразила недоверия правительству Збигнева Месснера.

Своё выступление в Сейме с программой правительства Раковский начал словами — 
«Неправда, что Польша должна пережить застой, безнадежное топтание на месте, превращаться в страну, где живут обескураженные и разочарованные люди. Неправда, что в Польше нельзя сделать ничего хорошего»
.
Его речь заняла всего 35 минут и стала самой короткой за всю историю послевоенной Польши. Раковский заявил — 
«Свою миссию я вижу в упорной ломке бюрократических барьеров, в создании условий для инициативы и предприимчивости».
Ключевые посты силовых министров в новом правительстве сохранили министр национальной обороны генерал Флориан Сивицкий и министр внутренних дел генерал Чеслав Кищак. Министром иностранных дел стал Тадеуш Олешовский. Одним из заместителей главы правительства и министром сельского, лесного хозяйства и пищевой промышленности был назначан один из лидеров Объединенной крестьянской партии Казимеж Олесяк. Министром — председателем общественно-политического комитета Совета Министров стал Александр Квасьневский. Министром промышленности впервые был назначен преуспевающий предприниматель Мечислав Вильчек, который высказался за ликвидацию убыточных предприятий. Правительство закрыло Гданьскую судоверфь, один из металлургических заводов и ряд других предприятий.
Каждые две недели по субботам Мечислав Раковский в течение 10 минут выступал из своего кабинета по центральному телевидению с отчётом о деятельности правительства.
Кабинет Раковского продолжил политические и экономические реформы. Для борьбы с дефицитом товаров было предложено пересмотреть инвестиционные программы пятилетки 1986—1990 годов и планов на 1989—1990 годы с целью изыскания дополнительных средств для увеличения производства товаров широкого потребления. Была изменена политика цен и доходов, прекращены крупные и единоразовые повышения цен на товары — теперь цены повышались на отдельные виды товаров после согласования с профсоюзами и общественными организациями. Правительство Раковского сохранило запрет на строительство новых административных сооружений, продолжило перевод оборонной промышленности на выпуск товаров. Начался процесс передачи предприятий или отдельных цехов в аренду трудовым коллективам, была разрешена продажа части производственных фондов, облигаций заводов и фабрик частным лицам.
20 октября 1988 года Мечислав Раковский начал свой двухдневный визит в Москву, где он провёл переговоры с руководством СССР.
В декабре 1988 года Сейм принял Закон об экономической деятельности, который предоставил равные права всем секторам экономики и дал широкие возможности для развития частного сектора. был также принят закон иностранных инвестициях, позволивший иностранному капиталу работать на тех же условиях, что и национальному частному сектору. В это же время открылся Х пленум ЦК ПОРП, который рассмотрел вопросы государственной и политической реформы.
С 1 января 1989 года в крупнейших городах Польши начали работу 9 коммерческих банков, созданных в течение 1988 года. Они функционировали на принципах конкуренции и самофинансирования. Был также учрежден и ряд специальных, коммунальных, местных и смешанных банков. Правительство вело курс на постепенный переход к проведению валютных операций на основе реального валютного курса злотого.
18 января 1989 года в Варшаве завершился Х пленум ЦК ПОРП. Глава партии и государства генерал Войцех Ярузельский, члены Политбюро ЦК ПОРП глава правительства Мечислав Раковский, министр национальной обороны генерал Флориан Сивицкий и министр внутренних дел генерал Чеслав Кищак угрожали отставкой в том случае, если партия не пойдет на диалог с оппозицией и на политические реформы. Под угрозой «решения четырех» пленум большинством голосов утвердил реформы, проведение «круглого стола» с оппозицией и за создание широкой коалиции для вывода страны из кризиса. После этого правительство Раковского согласилось на возрождение профсоюза «Солидарность» в рамках действующей Конституции. 27 января 1989 года оппозиция согласилась на переговоры. «Круглый стол» открылся 6 февраля 1989 года во Дворце Совета Министров в Краковском предместье Варшавы. В нём приняли участие лидеры «Солидарности» Лех Валенса, Яцек Куронь и другие. После того, как стороны достигли согласия, Сейм Польской Народной Республики 7 апреля 1989 года утвердил поправки к Конституции, назначил новые парламентские выборы и самораспустился с 3 июня 1989 года. Конституционными поправками в Польше была возрождена многопартийная система, учрежден двухпалатный парламент и введен пост Президента. На выборах 4 июня и 18 июня 1989 года оппозиция завоевала 99 из 100 мест в сенате и 35 % мест в Сейме. Войцех Ярузельский, который должен был занять пост Президента Польши, согласно конституции должен был уйти с партийного поста, и Мечислав Раковский стал кандидатом на его место в партии.

### Последний лидер ПОРП
29 июля 1989 года Мечислав Раковский на XIII пленуме ЦК ПОРП был избран Первым секретарем Центрального комитета Польской объединённой рабочей партии.
1 августа 1989 года правительство Мечислава Раковского подало в отставку. В тот же день экономика Польши начала переход на рыночные отношения. На следующий день формирование нового кабинета было поручено Министру внутренних дел генералу брони Чеславу Кищаку. Однако он не смог подобрать состав своего правительства и 17 августа подал в отставку. Объединённая крестьянская партия и Демократическая партия разорвали коалицию с ПОРП и заключили союз с «Солидарностью».
В это же время было парафировано соглашение о торговле и экономическом сотрудничестве с Европейским сообществом. Оно дало Польше большие возможности по экспорту своей сельскохозяйственной продукции в Западную Европу, доступ к новейшим технологиям и кредитам в Европейском инвестиционном банке. Это было последнее достижение кабинета Раковского.
Кабинет Раковского продолжал исполнять свои обязанности до 24 августа 1989 года, когда Сейм утвердил новым главой правительства Польши Тадеуша Мазовецкого.
После ухода с поста главы правительства Польши Мечислав Раковский остался Первым секретарём ЦК ПОРП, однако партия уже утрачивала реальную власть в стране. ПОРП сохранила четыре министерских портфеля в кабинете Мазовецкого (в том числе посты Министра внутренних дел и Министра национальной обороны), но это были временные, последние позиции ПОРП, которая переживала и внутренний кризис. 11 октября как лидер партии Раковский в сопровождении члена Политбюро ЦК ПОРП, 1-го секретаря Варшавского комитета ПОРП Януша Кубасевича совершил свой последний рабочий визит в СССР. Он встретился с М. С. Горбачёвым и обсудил с ним вопросы отношений между странами и партиями. Официально отмечалось, что фундамент советско-польских отношений «не подвержен колебаниям политической конъюнктуры, что взаимодействие СССР и ПНР в рамках Варшавского договора — одна из главных составляющих мира и стабильности в Европе», хотя было очевидно, что после прихода к власти «Солидарности» дни социализма в Польше сочтены и изменение внешнеполитической ориентации страны на Запад — дело времени.
В ноябре Раковский посылает в СССР члена Политбюро, секретаря ЦК ПОРП Лешека Миллера, который 20 ноября в Москве передает через секретаря ЦК КПСС А. Н. Яковлева личное послание Раковского Горбачёву.
Однако власть в Польше уверенно переходила к оппозиции, а внутри ПОРП усиливались центробежные силы.
На XI съезде 27 января 1990 года партия прекратила своё существование. Мечислав Раковский оставил партийный пост. В тот же день на основе ПОРП возникли Социал-демократия Республики Польша Александра Квасьневского, унаследовавшая имущество ПОРП, и Польская социал-демократическая уния Тадеуша Фишбаха.
Мечислав Раковский ушёл с политической арены Польши.
После отставки вёл активную общественную деятельность.
8 ноября 2008 года Мечислав Раковский скончался от рака в одной из больниц Варшавы. Похоронен на кладбище «Воинское Повонзки».

## Общественная деятельность
Автор книг по проблемам внешней политики и общественно-политической жизни Польши: «Осуществлённое и неосуществлённое», «Партнёрство», «Трудный диалог», «Время надежд и разочарований» и других. За публицистику был удостоен звания лауреата Государственной премии ПНР II степени.

## Награды
Лауреат Государственной премии ПНР II степени. Мечислав Раковский был награждён Большим крестом и Командорским крестом со звездой ордена Возрождения Польши и орденами Знамени труда 1-й и 2-й степеней.

## Личная жизнь
Мечислав Раковский был женат на известной скрипачке Ванде Вилкомирской (1929—2018), имел двоих сыновей. Ещё до того, как он возглавил польское правительство, супруга с ним развелась, в 1981 году с детьми эмигрировала из Польши и с 1990 года жила в Австралии. Вторая супруга — известная актриса Эльжбета Кемпиньская.
В конце 1960-х годов Раковский своими руками построил небольшой бревенчатый домик в Мазурах. Его обстановка была выдержана в стиле польской деревни, с печкой-камином, старинной крестьянской мебелью и кухонной утварью. В связи с этим оппозиция не раз обвиняла Раковского в злоупотреблениях.
Владел несколькими иностранными языками, в том числе и русским.
Увлекался парусным спортом, избирался председателем Польского яхт-клуба.